# Розряд на поверхневій хвилі
Розря́д на поверхне́вій хви́лі (англ. Surface-wave-sustained plasmas (SWP)) — форма газового розряду, збуджуваного поверхневими електромагнітними хвилями. Поверхневі електромагнітні хвилі, що поширюються вздовж межі плазми, вона може ефективно поглинати, підтримуючи таким чином розряд. Розряд на поверхневій хвилі дозволяє отримувати однорідну плазму в об'ємах, поперечні розміри яких перевищують кілька довжин хвиль збуджувального випромінювання. Розряд на поверхневій хвилі не слід плутати з НВЧ розрядом на поверхні діелектрика.

## Історія вивчення
Поверхневі електромагнітні хвилі, що мають сильні поля тільки поблизу межі плазми, теоретично описано в роботах 1958 і 1959 року. Мойсен і його група з Монреальського університету, вивчивши різні конфігурації розрядної системи за великої потужності в широкому діапазоні частот (від 1 МГц до 10 ГГц), діаметр розрядного об'єму до 150 мм, хоча найчастіше використовували діапазон розмірів від 30 до 100 мм. Найпростіші з джерел працювали без зовнішнього магнітного поля.

## Фізичні принципи
Довгий час джерела плазми на основі надвисокочастотного розряду без магнітного поля вважалися непідхожими для створення плазми високої густини. Об'ємні електромагнітні хвилі не можуть поширюватися в плазмі з густиною, більшою від критичної. Хвиля відбивається на поверхні плазми, завдяки скін-ефекту і стає згасно́ю. Глибина проникнення відповідає глибині скін-шару {\displaystyle \delta }, яку можна приблизно записати як
{\displaystyle \delta \simeq c\,{\big /}{\sqrt {\omega _{p_{e}}^{2}-\omega ^{2}}}.}
Однак, попри те, що скін-ефект перешкоджає спробам передати енергію в плазму «поперек», відмінна від нуля глибина скін-шару дозволяє скористатися провідністю плазми для поширення хвилі «уздовж» її межі. Енергія хвилі в такому випадку передається в плазму за рахунок згасної поверхневої хвилі, яка експоненційно згасає в напрямку перпендикулярному до її поверхні. Такий механізм дозволяє створювати плазму надкритичної густини. Більш того, для поширення поверхневої хвилі принципово необхідно, щоб густина плазми була вищою від критичної, яку визначають виразом:
{\displaystyle n_{c}={\frac {\varepsilon _{o}\,m_{e}}{e^{2}}}\,\omega ^{2}}.

## Практична реалізація
Для практичної реалізації цього виду розряду в розрядний об'єм поміщають діелектрик, стійкий до впливу плазми (званий, також, діелектричною антеною), з одного торця якого міститься хвилевід, яким здійснюють подачу НВЧ потужності. НВЧ хвиля, виходячи з хвилеводу в розрядний об'єм, викликає в ньому НВЧ пробій, що приводить до утворення плазми. Коли густина плазми досягає критичної для даної частоти, створюються умови для поширення поверхневої хвилі, яка переносить енергію вздовж діелектрика, забезпечуючи йонізацію. Виникає самопідтримуваний плазмовий хвилевід, роль провідних стінок якого виконує плазма. Оскільки провідність плазми істотно менша від провідності металу, ці «стінки» мають відносно великий опір і індукований у них струм передає потужність електромагнітної хвилі плазмі.

## Промислове застосування
Нині на ринку відсутні технологічні установки, що використовують джерела плазми на розряді на поверхневих хвилях. Джерела цього типу поступаються джерелам з індуктивно-зв'язаною плазмою за такими основними параметрами, як практично досяжна густина плазми і однорідність її розподілу по зоні обробки. Для отримання великих густин джерела необхідно використовувати частоти НВЧ діапазону 1..10 ГГц. Для практичних застосувань найбільш теоретично й експериментально вивчена циліндрична конфігурація розряду в більшості випадків непридатна через принципову необхідність виконання умови {\displaystyle l>>R}, що не дає можливості досягти необхідної однорідності густини плазми. Тому проявляється особливий інтерес також і до систем з плоскою геометрією.

## Примітка
1. ↑  Smullin, Chorney, 1958.
2. ↑  Trivelpiece, Gould, 1959.
3. ↑  Moisan et al., 1986.
4. ↑  Lieberman, Lichtenberg, 2005.
5. ↑  Komachi, 1993.